# Я працюю на цвинтарі (фільм)
«Я працюю на цвинтарі», робоча назва «101» — український художній фільм 2021 року режисера Олексія Тараненка знятий у копродукції України та Польщі. Фільм є дебютом режисера в повнометражному художньому кіно. Сценарій фільму базується на однойменній книзі «Я працюю на цвинтарі» блогера та письменника Павла Белянського в українському перекладі Романа Коляди.
У широкий український прокат фільм вийшов 15 вересня 2022 року.
Головний герой, Олександр, в минулому архітектор, наразі працює на цвинтарі та має свою контору з виготовлення пам'ятників. Кожного дня до нього приходять нові люди для замовлення пам'ятників близьким. Життєві ситуації іноді — сумні, іноді — комічні. Але і в житті головного героя є таємниця, яка не дає йому стати щасливою людиною.

## Сюжет
Киянин Олександр займається виготовленням пам'ятників. Його ніщо не радує, та не через сумну роботу, а через те, що вона потребує щоденно спілкуватися з різними людьми. Директор цвинтаря Петрович правдами і неправдами дбає, щоб на цвинтарі, де працює Олександр, все лишалося стабільно. Адже нові поховання приносять стабільний прибуток. Олександр цинічно ставиться до клієнтів та ігнорує свою дочку Алісу. Також у нього манія зачиняти відчинені вікна. Його колишня дружина Оля вимагає, щоб Олександр вплинув на дочку, яка прогулює школу.
Одного дня до Петровича приходить Віктор, який заявляє, що буде новим директором. Працівники цвинтаря не знають чого чекати. Віктор повідомляє Олександру, що забиратиме в нього третину виручки (Петрович брав чверть). Чоловік Олі, поліцейський Євген, зненацька приїжджає до Олександра на роботу ввечері та б'є його за недбале ставлення до доньки. Петрович тим часом розкриває, що двоє працівників квіткової крамниці збирають з могил квіти, які потім перепродають. Петрович разом з прихильними до нього копачами лякає нечесних продавців, погрожуючи закопати їх живцем. Ті зізнаються, що пішли на такий вчинок, бо тепер треба віддавати Віктору більше грошей. Петрович карає їх, лишивши закопаними по груди.
Наступного ранку Олександр відкопує продавців. Віктор надсилає до Олександра двох бандитів, які залякують його, влаштувавши гонитву по цвинтарю. Бандити роздягають його та йдуть. У такому вигляді Олександра випадково зустрічає його клієнтка Олена, що замовляла пам'ятник для свого сина, та дає одяг. Змерзлий Олександр Марить і в такому стані його знаходить дочка. Вона забирає батька до нього додому, де Олександр робить песимістичний прогноз майбутнього життя Аліси та власних перспектив.
Бандити та нечесний продавець влаштовують Петровичу помсту, б'ючи його та закопуючи в могилу. Проте могилу незабаром знаходить божевільна Михайлівна, що живе на цвинтарі. В результаті Петрович виживає та радить Олександру погодитися на умови Віктора. Виявляється, Петрович так само нечесно змістив свого попередника, влаштувавши автомобільну аварію.
Олена приймає виконаний Олександром пам'ятник, але потім розбиває його, бо він нагадує про померлого сина. Далі Олена думає про власне самогубство, але зрештою приїжджає в майстерню до Олександра. Туди ж приходить Аліса, що провела день на кладовищі. Раптом посіпаки Віктора кидають коктейль Молотова в майстерню, Олександр гасить вогонь. Олена каже, що втратила свого сина, бо надто багато часу приділяла роботі, не звертаючи увагу на синове здоров'я. Аліса дорікає батькові, що він не відвідує одну могилу.
Клієнт, який приходив раніше декілька разів, щоразу з більшими проєктами, робить замовлення на склеп вартістю мільйон гривень. Олександр дає третину зароблених грошей Віктору, але з'ясовується, він домовився з Євгеном, який приходить з обшуком. Віктора заарештовують за хабарництво. Олександр наважується відвідати могилу свого сина Артема, що випав з відчиненого вікна. Саме Артем виявляється оповідачем цієї історії.
Олександр приходить до дочки та визнає, що був боягузом. Вона просить навчити її кататися на велосипеді. Петрович повертається до обов'язків директора цвинтаря. Олена телефонує Олександру, який проводить час із Алісою на стадіоні, та пропонує зустрітися.

## У ролях
| Актор                 | Персонаж                                  |
| --------------------- | ----------------------------------------- |
| Віталій Салій         | Саша                                      |
| Вікторія Городецькая  | Олена                                     |
| Анна Іванова          | Аліса, донька Саші                        |
| Олена Леснікова       | Оля, колишня дружина Саші                 |
| Галина Корнєєва       | Михайлівна, божевільна                    |
| Римма Зюбіна          | Жінка в чорному капелюсі                  |
| Оксана Жданова        | Донька-замовниця                          |
| Олена Хохлаткіна      | Мати-замовниця                            |
| Віктор Жданов         | Петрович, директор цвинтаря               |
| Андрій Ісаєнко        | Валера, працівник майданчику              |
| Максим Донець         | Ігор, працівник майданчику                |
| Олексій Тритенко      | Віктор Федоренко, новий директор цвинтаря |
| Ярослав Безкоровайний | Гліб, копач                               |
| Олексій Агєєв         | Копач                                     |
| Юрій Фреган           | Копач                                     |
| Влад Куніцин          | Копач                                     |
| Валерій Пасечник      | Бандит                                    |
| Володимир Шиповалов   | Бандит                                    |
| Роман Соболевський    | Квіткар                                   |
| Олександр Абаєв       | Квіткар                                   |
| Ігор Салімонов        | Людина з дипломатом                       |
| Євген Олійник         | Женя, вітчим Аліси                        |
| Ігор Цішкевич         | Суворов                                   |
| Ніна Набока           | Двірничиха                                |
| Сталіна Лагошняк      | Старенька                                 |
| Ольга Сафронова       | Смішна жінка                              |
| Любов Тимошевська     | Бабуся-вередуня                           |
| Тамара Антропова      | Мати-вередуня                             |
| Марго Лапіна          | Онука-вередуня                            |

## Кошторис
Фільм «Я працюю на цвинтарі» у 2019 році виграв грант Українського культурного фонду (УКФ) на продакшен повнометражного художнього фільму у копродукції з Польщею. Загальний бюджет на виробництво стрічки склав ₴21,40 млн, з них УКФ оплатив 70 % (14,98 млн)ю
Сума ₴21,40 млн не включає ~₴0,5 млн на пре-продакшн, оскільки раніше у 2018 році УКФ вже оплатив ₴495 тис. на «розробку сценарію, препродакшн та створення тізеру».

## Виробництво

Англомовний тізер-постер

### Сценарій
Сценарій фільму базується на однойменній книзі «Я працюю на цвинтарі» блогера та письменника Павла Белянського.

### Фільмування
Проєкт створено українськими кінокомпаніями Good Morning Films та Mainstream Pictures у копродукції з польською компанією Stewopol MS Sp.z.o.o.. Фільмування стартувало 5 вересня 2019 року в Києві.

### Саундтрек
Головну пісню «То таке життя» до фільму створила Марина Круть із гурту Krutь.

## Реліз
Навесні 2019 року було презентовано тизер до фільму, який також отримав грант Українського Культурного Фонду.
Українська фестивальна прем'єра фільму відбулася на українському кінофестивалі Молодість 1 червня 2021 року. Європейська фестивальна прем'єра фільму відбулася на італійському кінофестивалі Ferrara Film Festival 3 червня 2021 року.
У широкий український кінопрокат стрічка виходить 15 вересня 2022 року.

## Сприйняття
Ярослав Підгора-Гвяздовський у «Детекторі медіа» відгукнувся, що затягнене пандемією та війною створення фільму пішло на користь, давши час виправити помилки монтажу та звуку. «Я працюю на цвинтарі» зайняв практично порожню, позбавлену конкурентів нішу. За визначенням критика, «Тут іде робота на межі психологічності й побутовості, між розумним підходом добре підмічених і пов'язаних між собою обставин життя та банальністю існування з його потребами». Разом з реалістичними побутовими деталями та мовою (часто грубою) в фільмі присутні і тонкі посилання, такі як картина Гуго Сімберга «Сад смерті» в кабінеті Олександра. «У підсумку маємо неординарний для українського кіно фільм, настільки самобутній, наскільки може бути фільм зараз, в епоху, коли придумане все, а те нове, що вигадують, твориться еклектичним».
Ольга Робейко в УНІАН писала: «Я працюю на цвинтарі» — «це щось якісно нове, але не артхаусне, а зрозуміле кожному». Сарказм Олександра дозволяє зрозуміти наскільки він сам нещасний, і що робота на цвинтарі (де, здавалося б, мінімум спілкування), постійно зумовлює зустрічі з ненависними Олександру людьми. «В „Я працюю на цвинтарі“ життя й смерть ходять поруч, вони тісно переплітаються, та все ж сюжетна лінія натякає: надія завжди є, й у найскладніших ситуаціях».
«Я працюю на цвинтарі» став найпопулярнішим українським фільмом на платформі Takflix у 2023 році.

## Нагороди й номінації
| Список нагород і номінацій                | Список нагород і номінацій                      | Список нагород і номінацій      | Список нагород і номінацій | Список нагород і номінацій | Список нагород і номінацій |
| Рік                                       | Кінофестиваль/Кінопремія                        | Категорія                       | Номінант(и)                | Результат                  |                            |
| ----------------------------------------- | ----------------------------------------------- | ------------------------------- | -------------------------- | -------------------------- | -------------------------- |
| 2021                                      | Київський міжнародний кінофестиваль «Молодість» | Ґран-прі за найкращий фільм     | Олексій Тараненко          | Номінація                  |                            |
| 2021                                      | Феррарський міжнародний кінофестиваль           | Найкращий фільм світу           | Олексій Тараненко          | Номінація                  |                            |
| 2021                                      | Мюнхенська кінопремія                           | Найкращий повнометражний фільм  | Олексій Тараненко          | Перемога                   |                            |
| 2021                                      | Варшавський міжнародний кінофестиваль           | Найкращий фільм у конкурсі 1-2  | Олексій Тараненко          | Номінація                  |                            |
| 2021                                      | Національна премія кінокритиків «Кіноколо»      | Відкриття року                  | Олексій Тараненко          | Номінація                  |                            |
| 2021                                      | Національна премія кінокритиків «Кіноколо»      | Найкращий актор                 | Віталій Салій              | Перемога                   |                            |
| 2021                                      | Фестиваль британського незалежного кіно         | Найкращий фільм                 | Олексій Тараненко          | Номінація                  |                            |
| 2021                                      | Кінофестиваль у Монтелупо-Фьорентіно            | Найкраща операторська робота    | В'ячеслав Раковський       | Перемога                   |                            |
| 2021                                      | Міжнародний кінофестиваль AFIN                  | Найкращий молодий актор/акторка | Анна Іванова               | Номінація                  |                            |
| 2021                                      | «Red Movie Awards» (Франція)                    | Найкращий постер                | Андрій Корнієнко           | Перемога                   |                            |
| 2022                                      | Празький міжнародний кінофестиваль Febiofest    | Найкраща комедія                | Олексій Тараненко          | Номінація                  |                            |
| Стокгольмський фестиваль незалежного кіно | Найкраща драма                                  | Олексій Тараненко               | Номінація                  |                            |                            |